# Харшман, Марго
Марго Харшман (англ. Margo Harshman; род. 4 марта 1986) — американская актриса, известна по фильмам «Крик в общаге» и «Кит».

## Биография
Марго Харшман родилась в Сан-Диего, штат Калифорния, США. У неё есть два старших брата, старшая сестра и младший брат. Семья Харшман жила в графстве Ла Чоста в Сан-Диего, но когда Марго исполнись 12 лет семья переехала в округ Ориндж, Калифорния. Там она закончила обучение в средней школе Санта-Ана. Марго любит изучать иностранные языки и умеет говорить по-французски и по-итальянски. В школе любила изучать английский язык, английскую литературу и историю.

## Карьера
В возрасте пяти лет Марго стала заниматься гимнастикой и училась игре на рояле. С восьми лет играла в школьном театре. В одиннадцать лет Марго сыграла роль Джульетты в школьной пьесе «Ромео и Джульетта» и именно тогда была замечена как актриса. Карьеру актрисы Харшман начала в 1997 году в фильме «Эльф неверующий». На протяжении десяти лет Марго эпизодически снималась в сериалах. В 2007 году снялась в роли воровки и проститутки в фильме «Спрятать Викторию», в 2008 году снялась в фильме «Кит» совместно с Джесси Маккартни и Элизабет Арнуа. В 2009 году снялась в молодёжном слэшере «Крик в общаге» в роли развязной девушки.

## Личная жизнь
С 2017 года Марго замужем за работником музыкальной индустрии Остином Хуксом. 29 ноября 2018 года Харшман подала на развод с Хуксом.

## Фильмография
| Год       |     | Русское название           | Оригинальное название                                    | Роль                |
| --------- | --- | -------------------------- | -------------------------------------------------------- | ------------------- |
| 1997      | ф   | Эльф неверующий            | The Elf Who Didn’t Believe                               | Джоли               |
| 2000—2003 | с   | Зажигай со Стивенсами      | Even Stevens                                             | Тоуни Дин           |
| 2001      | тф  | Дюжина Мёрфи               | Murphy’s Dozen                                           | Бриджетт            |
| 2003      | тф  | Рецепт катастрофы          | Recipe for Disaster                                      | Ребекка Корда       |
| 2003      | тф  | Как остаться в живых       | The Even Stevens Movie                                   | Тоуни Дин           |
| 2003      | тф  | —                          | Titletown                                                | н/д                 |
| 2003—2004 | с   | —                          | Run of the House                                         | Брук Франклин       |
| 2004      | с   | Без следа                  | Without a Trace                                          | Харли Палмер        |
| 2004      | с   | Центр вселенной            | Center of the Universe                                   | Сара                |
| 2005      | ф   | —                          | Fellowship                                               | Джина               |
| 2005      | с   | Любовь вдовца              | Everwood                                                 | Мора                |
| 2006      | ф   | Саймон говорит             | Simon Says                                               | Кейт                |
| 2006      | с   | Анатомия страсти           | Grey’s Anatomy                                           | Дженнифер Моррис    |
| 2006      | ф   | Спрятать Викторию          | Hiding Victoria                                          | Виктория Уокер      |
| 2006      | тф  | —                          | The Adventures of Big Handsome Guy and His Little Friend | Джейн               |
| 2007      | ф   | Вампирша                   | Rise                                                     | Триша Роулинс       |
| 2007      | с   | Путешественник             | Journeyman                                               | Эбби Армстронг      |
| 2007      | тф  | У Джуди есть пушка         | Judy’s Got a Gun                                         | Майя Спектор        |
| 2008      | ф   | Папина дочка               | College Road Trip                                        | Кэти                |
| 2008      | ф   | Кит                        | Keith                                                    | Брук                |
| 2008      | ф   | Изнутри                    | From Within                                              | Сейди               |
| 2008      | в   | Наследие                   | Legacy                                                   | Нина                |
| 2008      | с   | 90210: Новое поколение     | 90210                                                    | задержанная девушка |
| 2008      | с   | Юристы Бостона             | Boston Legal                                             | Марджи Коггинс      |
| 2008      | ф   | Экстремальное кино         | Extreme Movie                                            | девушка Теда        |
| 2009      | ф   | Зажги этим летом!          | Fired Up                                                 | Сильвия             |
| 2009      | кор | —                          | Jenny Got a Boob Job                                     | Кортни Сейджер      |
| 2009      | ф   | Крик в общаге              | Sorority Row                                             | Чагс                |
| 2009      | с   | Американская семейка       | Modern Family                                            | Таня                |
| 2010      | с   | Перлы моего отца           | $h*! My Dad Says                                         | Ким                 |
| 2012      | с   | Доктор Хаус                | House                                                    | Мелисса             |
| 2012      | с   | Склонность                 | Bent                                                     | Скруайз             |
| 2012—2013 | с   | Теория Большого взрыва     | The Big Bang Theory                                      | Алекс Дженсен       |
| 2013      | с   | Кости                      | Bones                                                    | Элисон Кидман       |
| 2013      | с   | Бета                       | Betas                                                    | Лиза                |
| 2013—2021 | с   | Морская полиция: Спецотдел | NCIS                                                     | Делайла Филдинг     |
| 2014      | с   | C.S.I.: Место преступления | CSI: Crime Scene Investigation                           | Эйприл Брок         |
| 2015      | ф   | Токсин                     | Toxin                                                    | Мэнди               |
| 2015      | кор | —                          | The Muppets: First Look Presentation                     | Беки                |
| 2017      | тф  | —                          | Love on the Vines                                        | Дайана Армстронг    |